# Bayugan
Bayugan est une ville de la province d'Agusan du Sud, aux Philippines, sur l'île de Mindanao.

## Géographie
Bayugan est un nœud routier de l'est de l'île de Mindanao. C'est la ville principale de la province d'Agusan du Sud bien que ce n'en soit pas la capitale administrative, ce rôle revenant à Prosperidad.
|            | Sibagat   | Lanuza Tandag               |
| Las Nieves | Bayugan   | San Miguel (Surigao du Sud) |
|            | Esperanza | Prosperidad                 |

L'aéroport le plus proche se trouve à Butuan, la capitale et plus grande ville de la région Caraga qui fédère les provinces du nord-est de Mindanao.
Proche de la côte est de Mindanao, Bayugan est sous l'influence de la mousson du nord-est. Le climat y est continuellement humide sans saison sèche. Il tombe en moyenne 161,6 mm de pluie chaque mois. La température est de 32 °C en moyenne.
Bayugan comporte quatre barangays urbains et 39 barangays ruraux.

## Histoire
Le nom de Bayugan pourrait dériver d'un mot signifiant chemin en manobo — Bayugan était sur un chemin fréquenté en direction d'Esperanza — ou peut-être du mot bayug qui est le nom d'un arbre.
La municipalité de Bayugan, créée en 1961, acquiert le statut de ville (en anglais : city) en 2007 mais ce statut est contesté et ce n'est qu'en 2011 que la cour suprême confirme la constitutionalité de la loi accordant le changement de statut[réf. souhaitée].

## Démographie
Au recensement de 2015, la ville de Bayugan proprement dite[à vérifier] compte 42 073 habitants ; les barangays urbains sont
- Poblacion : 16 010 habitants,
- Taglatawan : 12 838 habitants,
- Salvacion : 5 886 habitants,
- Noli : 3 712 habitants[2] ;

et les barangays ruraux les plus peuplés sont Maygatasan, Bucac et Marcelina avec respectivement 4 818, 3 918 et 3 789 habitants.
Quant à la municipalité dans son ensemble, elle a 103 202 habitants en 2015, et sa population était de 78 725 habitants vingt-cinq ans auparavant en 1990. Bayugan a été l'une des zones à la croissance la plus rapide dans la partie nord de Mindanao.

## Points d'intérêt
- parc de la rotonde
- Kahimunan tu Bayugan
- fête du riz, du maïs et des fleurs
- grottes